# Tretje obleganje Rima (549)
Mesto Rim so v letih 549–550 našega štetja med kampanjo za ponovno zavzetje Italije od Bizantinskega cesarstva oblegali Ostrogoti, ki jih je vodil Totila. Potem, ko je Totila uvedel blokado, so vojaki iz mestnega garnizona odprli vrata ostrogotski vojski. Veliko moških prebivalcev Rima je bilo ubitih v mestu ali med poskusom bega, kar je še dodatno zmanjšalo prebivalstvo Rima, ki je v zadnjih desetletjih upadalo.

## Ozadje
Totila, vojaški in politični vodja Ostrogotov, je poskušal ponovno osvojiti celotno Italijo od bizantinskega cesarja Justinijana in njegovega sposobnega generala Belizarja. Belizar je pod Justinijanom želel osvojiti vso Italijo in ji povrniti nekdanji sijaj. Potem ko je Belizar osvojil večji del Italije, vključno z ostrogotsko prestolnico Raveno, so Ostrogoti postavili Totilo na oblast in zavzeli nazaj velik del Italije takoj, ko se je Belizar vrnil v Konstantinopel. Te gotske vojne so opustošile velik del Italije.
Leta 549–550 je Totila, ostrogotski voditelj, tretjič in zadnjič oblegal Rim. Z Belizarjevo vrnitvijo v Konstantinopel poletje prej je Totila naletel na manj težav kot prej v kampanji. Ostrogoti so že dvakrat poskušali oblegati Rim, vendar jim ni uspelo ali pa jih je premagal Belizar.

## Obleganje
Totila je najprej poskušal zavzeti Rim tako, da bi napadel obzidje ter s surovo močjo premagal in izčrpal majhen rimski garnizion 3.000 mož, vendar neuspešno. Nato se je odločil blokirati mesto in izstradati branilce, namesto da bi izgubil še kakšnega svojega vojaka. Totila je razumel, da lahko blokada traja mesece ali leta, vendar je bil v veliko boljšem položaju kot pri zadnjem poskusu obleganja in se je odločil, da je to najboljši način ukrepanja. Bizantinski poveljnik Diogen je pred tem pripravil zaloge hrane, zasejal pšenična polja in pripravil mestno obzidje v pripravah na dolgotrajno blokado.
Rimskim vojakom, ki so trpeli zaradi lakote in grdega ravnanja s strani Justinijana, je Totila dal na izbiro: da odprejo mestna vrata, se predajo in prejmejo zajetno vsoto kot je to storila garnizija med drugim obleganjem ali pa se še naprej borijo za Justinijana, ki moškim že leta ni plačal, in bodo ubiti. Nekateri vojaki so se odločili za Totilo in mu odprli vrata. Totilini možje so vstopili v mesto in pobili nič hudega slutečo rimsko garnizijo. Mesto je bilo nato oplenjeno, po ukazu Totile so prizanesli le ženskam. V pričakovanju, da bodo plemiči in preostanek garnizije pobegnili takoj, ko bodo zavzeti zidovi je Totila postavil pasti ob cestah do sosednjih mest, ki še niso bila pod njegovim nadzorom. Mnogi Rimljani so se med begom iz Rima ujeli v zasedo; le nekaj, vključno z Diogenom, rimskim poveljnikom, je ušlo Totilovemu prevzemu Rima.

## Posledice
V letih 550–551 je bila zbrana velika vzhodnorimska sila pod Narzesom, ki se je leta 552 izkrcala v Italiji. V bitki pri Tagini so bili Ostrogoti močno poraženi in Totila je bil ubit. Rim je bil ponovno zavzet kasneje istega leta.